# Somari
Somari es un videojuego de plataformas de desplazamiento lateral para la Famicom. Es una adaptación sin licencia del videojuego de Mega Drive Sonic the Hedgehog (1991) de Sega. El videojuego se vendió principalmente por Asia, Rusia, y otras regiones donde se distribuían cartuchos piratas de NES. Al igual que el original, los jugadores se aventuran a derrotar al científico loco Doctor Robotnik, que planea convertir a la población animal de la ficticia Isla South Island en robots malvados. A diferencia del original, el videojuego presenta a la mascota de Nintendo, Mario, como el personaje principal en lugar de Sonic. El título es un acrónimo de «Sonic» y «Mario».
Somari fue desarrollado por Hummer Team. El título ha llamado la atención de los periodistas de videojuegos contemporáneos, que han comentado sobre la recreación precisa del videojuego original.

## Jugabilidad
La jugabilidad y la trama de Somari son sustancialmente similares a las del Sonic the Hedgehog original. El videojuego sigue la búsqueda del jugador para derrotar al Doctor Robotnik , que ha convertido a todos los animales de South Island en robots malvados. Sin embargo, el videojuego presenta a Mario como el personaje principal, en lugar de Sonic. Reflejando el énfasis de Sonic en la velocidad, Mario puede correr a altas velocidades, aunque el videojuego en general es un poco más lento. Los elementos, jefes, niveles y enemigos son todos idénticos al videojuego original. Somari debe recolectar 100 anillos dorados para ingresar a la etapa de bonificación al final del nivel, pero ser herido por los enemigos hace que pierda los anillos.: 26  El videojuego emplea un temporizador como en Sonic the Hedgehog , sin embargo, independientemente de la hora en que se marque, el jugador siempre obtiene un "Bonus de tiempo" de 5000 puntos. Al igual que en Sonic the Hedgehog , cada nivel se divide en tres actos, y el tercer acto termina con una pelea de jefe con Robotnik.
Aunque Somari toma prestados los conceptos del Sonic the Hedgehog original para su dinámica de juego, su implementación difiere de muchas maneras. A diferencia del videojuego original de Sonic the Hedgehog, el personaje del jugador puede usar la función «spin-dash» implementada por primera vez en Sonic the Hedgehog 2 (1992).: 26  Otras diferencias notables incluyen el hecho de que, mientras que Sonic perdería todos sus anillos recolectados después de ser herido por un enemigo, Mario siempre pierde un máximo de 3 anillos, incluso cuando lleva un solo anillo.: 27  Cada área en Somari está tomada del videojuego original, tomando prestados muchos elementos de las etapas originales, pero algunos diseños de niveles son completamente nuevos. Significativamente, los elementos de diseño de niveles de la serie Mario , como las áreas secretas fuera de la pantalla que se encuentran muy por encima del campo de visión del jugador, aparecen en ciertas áreas.

## Desarrollo
Somari fue desarrollado por el desarrollador homebrew Hummer Team, aunque en el videojuego se les acredita como Somari Team. Los niveles del videojuego se basan en la versión de Mega Drive del primer videojuego de Sonic , con la excepción de Scrap Brain Zone, mientras que las etapas adicionales se basan en las versiones de Master System y Game Gear. El videojuego presenta el Spin Dash de Sonic, que no se introdujo hasta Sonic the Hedgehog 2. El audio del videojuego es similar al original, pero sufre de una mala conversión al sistema de sonido de NES. La palabra «Somari» es un acrónimo de «Sonic» y «Mario».
No se sabe exactamente cómo, cuándo o dónde se creó el videojuego, aunque es probable que haya sido creado en Asia; una marca taiwanesa de «Somari» se registró el 1 de marzo de 1994. En 1995, en la revista Game Urara Vol. 4, se publicó un artículo de un editor que visitó Corea del Sur para probar nuevos videojuegos allí, donde afirmaba que Somari había sido presentado en Japón. El movimiento de Mario se basa en la mecánica y la física del personaje Sonic de Sonic the Hedgehog 2.
El videojuego se comercializó en revistas de videojuegos en Hong Kong y en Rusia a fines de la década de 1990, y se puede encontrar hoy en día en los Estados Unidos en tiendas especializadas en videojuegos. El videojuego también sigue siendo un título popular para la emulación.

## Recepción
El concepto de un crossover que reúne a los personajes populares de los videojuegos Mario y Sonic the Hedgehog en un solo videojuego ha sido un sueño de larga data en la cultura de los videojuegos. Aunque Somari no cuenta con ambos personajes en el mismo videojuego, el hecho de que Mario hubiera sido colocado en el mundo de Sonic the Hedgehog causó asombro. La revista rusa de videojuegos Great Drakon puntuó al videojuego con 4/10 (solo 2/10 para el volumen de ventas) y comentó en una reseña que, en última instancia, los jugadores de consola de 8 bits podrían ganar la experiencia de los videojuegos de 16 bits al igual que con Sonic.: 26 
A pesar de las similitudes entre Somari y el videojuego original, los críticos señalaron rápidamente las muchas diferencias entre ellos. Los comentaristas del programa de televisión ruso Dendy: The New Reality declararon que «Somari para Dendy no es lo mismo que Sonic para SEGA... Todo es diferente». La crítica contemporánea al videojuego enfatiza su dificultad en relación con el título original, y el videojuego se caracterizó por tener controles complejos (aunque las reseñas afirmaron que se podían dominar a tiempo).: 26 
GamesRadar incluyó a Somari en su lista de «Los hack ROMs más locos», calificándolo como «Menos mezcla y más choque de trenes» debido a la mala física y controles que no responden y recomendó que los jugadores compren Super Smash Bros. Brawl  si quisieran un crossover con Mario y Sonic. GameSpy, sin embargo, describió el videojuego como «un port/hack notablemente bueno de Sonic a la NES», y Atari HQ lo describió como «increíble[mente] original» con un «más que adecuado» nivel de portabilidad. 1UP.com lo consideró «excelentemente codificado» para un videojuego homebrew de NES.

## Lectura adicional
- Kaluga, Craze Wolf. "нет проблем No Problems – MegaDrive: Somari". Velikij Drakon (Great Dragon). Número 33. Pág. 89. 1997.ISSN 0868-5967. (en inglés)

- Datos: Q887292